# Renilla reniformis
Renilla reniformis er en art af kolonidannende nældecelledyr i familien Renillidae, der indgår i underklassen ottearmede koraldyr (Octocorallia) i klassen koraldyr (Anthozoa), og som lever i mange forskellige havmiljøer. Den er hjemmehørende i det varme kontinentalsokkelvand på den vestlige halvkugle.  Efter kraftige nordøstlige vinde ses den ofte vasket op på land på strande i det nordøstlige Florida. Ved lavvande kan den også findes levende fuldstændigt begravet i sandet. Den er et bytte for den stribede nøgensnegl, Armina tigrina.

## Opbygning
Det, der ser ud som en enkelt organisme af Renilla reniformis, er i virkeligheden en samling af polypper med forskellige former og funktioner. En enkelt kæmpepolyp på op til fem centimeter i diameter danner en stilk (pedunklen), som er fæstet til underlaget, og som de øvrige polypper forankrer sig til. Foden af denne stilk kan udspiles for bedre at forankre kolonien til det underliggende substrat. På overfladen af kroppen sidder mange små søanemone-lignende polypper, der indtager føde. En klynge af tentakelløse polypper danner et kontrolleret udløb for vand, der når ventilerne åbnes, tømmer kolonien for vand og får den til falde sammen. Hvis kolonien befinder sig på en sandbanke ved lavvande, tømmes den normalt og bliver dækket af et tyndt lag af silt (finkornet sand). Små hvide prikker mellem fødepolypperne er polypper, der fungerer som pumper, der igen kan fylde den tømte koloni med vand. Polypperne der indsamler føde udskiller en klæbrigt slim for at fange små organismer suspenderet i vandet. Koloniens stivhed og lilla farve kommer fra kalklegemer (spiculae) af calciumcarbonat, der findes i alle polyppernes væv.

## Egenskaber
Hvis Renilla reniformis forstyrres udsender den en kraftig bioluminiscens, som opstår på grund af samspillet mellem en luciferase (renilla-luciferin 2-monooxygenase) og grønt fluorescerende protein (GFP). Begge molekyler er blevet ekstremt vigtige i biologisk forskning. Den producerer også sekundære metabolitter, som den anvender som kemiske forsvarsstoffer.
Arvemassen af R. reniformis blev kortlagt i 2018 og den haploide genomstørrelse blev angives til at være 172 megabaser (Mb). Dette gør dens arvemasse til et af de mindste og mest kompakte koralgenomer, der kendes.